# Adélard Thomassin
Adélard Thomassin est un accordéoniste né en 1927 et décédé en 2015 à Sillery au Québec. 
Selon l'ethnologue Martine Roberge et l'accordéoniste Raynald Ouellet, Adélard Thomassin s'inscrit au sein d'un mouvement d'accordéonistes incluant entre autres Marcel Messervier, Yves Verret, Jean-Claude Petit, Philippe Bruneau et Gilles Paré. Ceux-ci auraient ainsi participé à la création d'une nouvelle génération du monde québécois de l'accordéon, regroupant par exemple les noms de Francine Desjardins, Denis Pépin, Stéphane Landry, Yves Lambert et Normand Miron. 

## Biographie
Quatorzième enfant de Charles Thomassin et d'Eva Bergeron, Adélard Thomassin naît le 24 juin 1927 à Bergerville dans le Vieux-Sillery,,. Entre 1949 et 1964, il occupe la fonction de sacristain à l'église Saint-Charles-Garnier. En 1950, il marie Hélène Thibeault, avec qui il aura huit enfants, dont une fille adoptive,. Un de ses fils, Luc, s'initiera à l'accordéon et accompagnera plus tard son père sur scène.   

### Décennie 1940
C'est à l'âge de 16 ans, en 1943, qu'Adélard Thomassin, en empruntant l'accordéon de son frère Roger, amorce son apprentissage de l'instrument.  
Au cours des années 1940, il intègre le groupe Les Joyeux Campagnards qu'il forme avec deux de ses voisins. Pour lutter contre l'alcoolisme dans le milieu musical, il rejoint plus tard l'association de tempérance Lacordaire. Son activité le mènera ensuite à l'Ensemble Gilbert Trudel, avec qui il joue près de 38 ans.

### Décennie 1950
En 1952, Adélard Thomassin se produit au Château Frontenac, où il accompagne Les danseurs du Rocher. Cette opportunité lui permettra deux ans plus tard de jouer avec la troupe L'Ordre de bon temps dans l'émission télévisée intitulée Le Père Mathias mise au point par Gilles Vigneault et Roger Fournier. Cet épisode marque le début de sa carrière. 
En 1955, il inaugure le bal du Carnaval de Québec. En 1956, son passage à la télévision lui vaut d'être convié à l'événement Revue Musicale 56 à Sainte-Marie de Beauce.

### Décennie 1970
À l'été 1975, l'accordéoniste incarne la musique folklorique canadienne en Europe à l'occasion du festival espagnol de Jaca. Au cours de la même période, il se produit à Bayonne et à Lodève. Il retournera plusieurs fois en Europe pour jouer notamment en Yougoslavie, en France, en Suisse, en Belgique, en Allemagne et en Angleterre. 
À la fin de la décennie, Adélard Thomassin dirige l'ensemble Marcel Trudel,. En 1979, il fonde sa propre édition phonographique, Laridaine Inc., et en devient le président. Richard Turcotte et Normand Legault assureront respectivement les postes de vice-président et de secrétaire-trésorier jusqu'à la dissolution de l'entreprise en 1989,,. 

### Décennie 1980
Adélard Thomassin joint le groupe Les Danseries de Québec Inc. au début des années 1980. Cet organisme s'associe entre autres avec le Service des loisirs et des parcs de la ville de Québec en 1982 dans l'optique de populariser la musique traditionnelle québécoise auprès des citoyens de la capitale nationale.  

### Décennie 1990
En 1990, l'accordéoniste et son fils Luc participent à la fête nationale de l'Acadie célébrée dans la Ville de Québec. En 1995, Adélard Thomassin, avec Denis Maheux et Benoit Legault, anime des soirées de danses traditionnelles avec le soutien du Centre de valorisation du patrimoine vivant. Quatre ans plus tard, le musicien coopère avec l'Association québécoise des Loisirs Folkloriques du Québec.    

### Décennie 2000
Au début du XXIe siècle, Adélard Thomassin fait partie du Groupe Sans âge, avec Jean-Yves Hamel, Denis Maheux, Jean-Paul Beaulieu et Normand Legault. Dans le cadre de cette collaboration, l'accordéoniste participe entre 2003 et 2005 au spectacle annuel On vous en souhaite une bonne dirigé par André Trudel et par le Musée de la Civilisation,.
À partir de 2008, à l'âge de 81 ans, l'accordéoniste ne se produit plus seul, il est alors systématiquement secondé par son fils.  

## Compositions
1. Gigue du père Mathias
2. Reel de Bergerville
3. Reel du bardeau de cèdre
4. Reel du bonhomme

## Prix et distinctions
En 2002, l'accordéoniste est honoré en tant que porteur de musique traditionnelle par le prix Aldor. En 2007, il est récipiendaire du Prix du Patrimoine vivant offert par le Conseil québécois du patrimoine vivant. En 2011, il se voit décerner le Prix du patrimoine dans la catégorie « Porteur de tradition » par la Ville de Québec. En 2015, la Société d'histoire de Sillery reconnait ses nombreuses implications en le nommant membre émérite.